# Memar Əcəmi (Metro de Bakú)
Memar Əcəmi es una estación del Metro de Bakú. Se inauguró el 31 de diciembre de 1985. La estación de metro "Memar Əcəmi" está conectada con la estación de metro Memar Əcəmi-2 de la Línea púrpura. Lleva el nombre del arquitecto medieval Ayami Najichevani.